# Rumskulla
Rumskulla is een plaats in de gemeente Vimmerby in het landschap Småland en de provincie Kalmar län in Zweden. De plaats heeft 200 inwoners (2005) en een oppervlakte van 46 hectare.
Bij Rumskulla bevindt zich de bekende Rumskulla-eik, ook bekend als de Kvill-eik, bij het Nationaal park Norra Kvill.